# パトゥムターニー県

パトゥムターニー県
จังหวัดปทุมธานี

- この項目は英語版を元に作成されています。

パトゥムターニー県（パトゥムターニーけん、タイ語: จังหวัดปทุมธานี）はタイ王国・中部の県の一つである。アユタヤ県、サラブリー県、ナコーンナーヨック県、チャチューンサオ県、バンコク都、ノンタブリー県と接する。

## 地理
バンコクから伸びるパホンヨーティン通りを中心に県内に市街地が進出しており、バンコク首都圏である。
チャオプラヤー川の形成した平地に面しており、それを源流とする運河が無数に走っている。タイ国内有数の稲作地帯でもある。

## 歴史
17世紀頃モン族が流入し町を作ったとされる。
元々はサームコークと言う名前であったが、ラーマ3世時代に副王がこの地を訪ねたところ、住民にハスの花をもって歓迎されたので、パトゥムターニー（蓮町）となった。

## 県章
県名の由来ハスと、米が描かれている。どちらも県の豊かさを示すものである。
県木はデイゴ（Erythrina variegata）、県花はハス。

## 行政区
パトゥムターニー県は7の郡（アムプー）に分かれ、その下に60の町（タムボン）と、529の村（ムーバーン）に分かれる。
| パトゥムターニー県の郡 | 1. ムアンパトゥムターニー郡（ムアン） 2. クローンルワン郡 3. タンヤブリー郡 4. ノーンスア郡 5. ラートルムケーオ郡 6. ラムルークカー郡 7. サームコーク郡 |

## 教育
パトムターニーには学術研究都市があり、多数の高等教育機関や研究機関を抱える。

### 大学
- アジア工科大学
- バンコク大学（パトゥムターニー・キャンパス）
- 東アジア大学
- パトゥムターニー・カレッジ
- ラジャマンガラ工科大学タンヤブリ校
- ランシット大学
- チナワット大学（シナワトラ大学）
- シリントーン国際工学部
- タンマサート大学（ランシット・キャンパス）
- ラーチャパット・ペッチャブリー・ウィッタヤーロンコーン学校

### 研究機関
- タイランド・サイエンスパーク
- タイ国立科学技術開発庁 (NSTDA)
- タイ国立研究センター
  - タイ国立遺伝子生命工学研究センター(BIOTEC)
  - タイ国立金属材料技術研究センター (MTEC)
  - タイ国立ナノテクノロジー研究センター (NANOTEC)
  - タイ国立電子コンピューター技術研究センター(NECTEC)
- ソフトウェアパーク・タイランド（ノンタブリー県）
- タイ国立科学博物館

### 工業団地
- ナワナコーン工業団地（1,376 エーカー）
- バーンカディー工業団地（470 エーカー）